# Осада Пскова польским королём Стефаном Баторием в 1581 году
«Осада Пскова польским королем Стефаном Баторием в 1581 году» — неоконченная картина русского художника Карла Брюллова, написанная в 1839–1843 годах. Находится в собрании Третьяковской галереи в Москве.

## Описание
Осада Пскова проходила с 18 августа 1581 по 4 февраля 1582 года, став крупным и значимым по своим последствиям сражением между оборонявшим город русским войском и армией Речи Посполитой в завершающий период Ливонской войны. Успешная оборона города предотвратила полное военное поражение русского государства в этой войне.
Идея создания картины зародилась у Карла Брюллова в ходе знакомства с трудами историка Н. М. Карамзина во время путешествия художника по Турции и Греции, на пути из Италии в Россию. Уделяя большое значение достоверности исторических деталей, при подготовке к работе Брюллов собрал большой фактический материал. Вместе с археологом и художником Ф. Г. Солнцевым летом 1836 года живописец побывал во Пскове и осмотрел развалины крепостных стен, где проходило ожесточенное сражение, стремился понять облик и обычаи русского общества того времени, изучал археологические находки, русскую одежду и воинскую амуницию: оружие, шлемы, мечи и латы.
Избегая жестоких батальных сцен, художник старался передать патриотический дух русского воина, крестьянина, который впервые в русской живописи обрел качества сознательно действующего и неустрашимого героя исторического события. В правой части картины изображены повергнутые поляки, ворвавшиеся в брешь каменного укрепления города. Левая часть полотна посвящена подвигу героических псковитянок, поддерживающих в битве своих доблестных сынов и мужей, которые самоотверженно бьются с врагом около воеводы А. И. Хворостинина. Основное внимание художника направлено на представителей духовенства и участников крестного хода, которые для укрепления боевого духа защитников Пскова в важнейшие минуты битвы подошли к пролому в стене крепости с хоругвями и местными святынями: иконой Печерской Богоматери и мощами благоверного псковского князя Гавриила. Композиционным центром картины стал стремительно скачущий на лошади монах, символично сжимающий в руках высоко поднятый крест.
Масштабное историческое полотно, начатое в 1839 году, стало долгожданным воплощением желания мастера создать произведение на тему из русской истории. Окрыленный всеобщим успехом своего живописного шедевра «Последний день Помпеи», Брюллов создал единственный полноценный живописный эскиз. И эта самонадеянность привела художника к неудаче. Недовольство композицией и нарушение ее эмоционально-образного строя при переводе эскиза в большой формат заставило Брюллова остановить работу, и картина осталась незавершенной.